# Vĩnh Bình, Đại Lý
Vĩnh Bình (tiếng Trung: 永平县, Hán Việt: Vĩnh Bình thị) là một huyện thuộc Châu tự trị dân tộc Bạch Đại Lý tại tỉnh Vân Nam, Cộng hòa Nhân dân Trung Hoa. Huyện này có diện tích 2884 km2, dân số năm 2002 là 170.000 người. Huyện lỵ tại trấn Bác Nam.

## Các đơn vị hành chính
Huyện Vĩnh Bình quản lý các đơn vị hành chính sau:
- Các trấn: Bác Nam (博南镇) và Sam Dương (杉阳镇)
- Các hương: Long Môn (龙门乡)、Vình Hòa Di tộc (永和彝族乡)、Hán Nhai Di tộc (厂街彝族乡)、Thủy Tiết Di tộc (水泄彝族乡)、Long Nhai Di tộc (龙街彝族乡) và Bắc Đẩu Di tộc (北斗彝族乡).